# Мать Урагана (фильм)
«Мать урагана» — советский фильм 1990 года режиссёра Юрия Марухина по одноимённой пьесе Владимира Короткевича.

## Сюжет
Середина XVIII века. В крестьянской усадьбе вдовы Агны Ветер праздник — вечер перед свадьбой её сына Василя, искусного оружейника. В суете хлопот появляется некий Вощила — один из организаторов грядущего крестьянского восстания против бесчинств польского князя Радзивилла. Василь поначалу выступает против бунта, но после бесчинств сборщиков налогов Радзивилла идёт за Вощилой и участвует в Кричевском восстании против феодалов.

## В ролях
- Александр Гоманюк — Василь Ветер
- Людмила Полякова — Агна Ветер
- Геннадий Гарбук — Вощила
- Александр Филиппенко — Радзивилл
- Наталья Кишова — Надзея, невеста Василя Ветра
- Анатолий Жук — Василь, брат Василя Ветра
- Татьяна Мархель — Магда Мякенькая, корчмарка
- Иван Мацкевич — Иван Карпач, бурмистр
- Геннадий Овсянников — священник
- Виктор Тарасов — прокаженный
- Виктор Лебедев — сборщик налогов